# ZenMarket
ZenMarket株式会社（英語：ZenMarket Inc.）是一家來自大阪的日本跨境電商平台，提供日本商品代購代標服務，為客人從日本網站和商店（如Yahoo!）拍賣和其他日本當地購物平台購買日本商品。
ZenMarket旗下有ZenPop日本訂閱盒服務，以及ZenPlus日本購物商城服務。

## 摘要
2014年4月，由3名烏克蘭人和1名俄羅斯人成立ZenMarket有限公司，2017年10月改組為ZenMarket股份有限公司。2016年推出ZenPlus，為日本公司及商店提供銷售平台，向海外市場販賣商品。
ZenPlus平台上過去曾3次完成寶可夢皮卡交易，分別以2500萬日幣(2020年6月)、2200萬日幣(2020年8月)及3800萬日幣(2021年2月)售出。
2017年，營業額達到2.2億日幣，2018年達到3.1億日幣。2019年，註冊用戶人數達到547,835人。
2021年3月，ZenMarket在英國《金融時報》的「2021年亞太區高成長企業」500強名單中排名第208位。2021年4月註冊用戶人數超過100萬，郵寄範圍達到150個國家。

## 歷史
- 2014年
  - 4月 - 創立ZenMarket有限公司，開始「ZENMARKET」代購服務
  - 11月 - 導入Yahoo！拍賣自動下標系統
- 2015
  - 6月 - 本社遷至吹田市上新庄
  - 10月 - 開始日本訂閱盒服務「ZenPop」
  - 12个月 - 開始跨國EC購物平台「ZENMARKETPLACE」(後改名為ZenPlus)
- 2017
  - 2月 - 辦公室遷至大阪市西區立売堀
  - 10月 - 從有限公司改組為股份有限公司
  - 11月 - 資本金增加至2000萬日元
- 2020年
  - 7月 - 寶可夢卡「寶可夢插畫家」在ZenPlus以2500萬日幣售出，創最貴寶可夢卡紀錄[19][20]
  - 9月- 增資至 8000 萬。推出該網站的阿拉伯語版本。
  - 10月- 通過 Yahoo! 在平台上贏得的拍賣數量 拍賣超過一百萬。月銷售額超過5億日元。
  - 11月- “ZenPlus”電商平台開店數量突破1000家，註冊可售商品數量突破500萬。
- 2021年
  - 1月- 世界上最昂貴的神奇寶貝卡片—“神奇寶貝插畫家（皮卡丘插畫家）”的記錄再次被打破。這張卡在 ZenPlus 上以 3800 萬日元的價格售出。
  - 3月- 註冊用戶突破 100 萬。 《金融時報》日經亞洲將 ZenMarket 在 Statista 的 2021 年亞太高增長公司中排名第 208 位。
  - 4月- 公司慶祝成立 7 週年。該活動受益於日經商業雜誌的新聞報導。包裹運往 150 多個國家。
  - 5月- 推出了德語版。
  - 6月- 推出了印度尼西亞語版。註冊用戶超過110萬。
  - 7月- 推出了泰語版。
  - 12月- 超過 140 萬註冊用戶。推出意大利語版。
- 2022年
  - 1月- 推出土耳其語版。
  - 2月- 推出葡萄牙語版。
  - 6月- 「最貴寶可夢卡牌」的記錄再一次被打破。 「神奇寶貝插畫家（皮卡丘插畫家）」在 ZenPlus 上以 9800 萬日元的價格售出。[21]
  - 12月- 公司更名為ZenGroup Co., Ltd.[22]
- 2023年
  - 1月- 推出波蘭語版。
  - 2月- Mercari 平台登陸到 ZenMarket。
  - 3月- 推出韓語版。

## 備註
1. ↑  . ジェトロ. 2019-12-26  [2021-12-24]. （原始内容存档于2021-12-11）.
2. ↑  . ジェトロ. 2019-12-26  [2019-12-26]. （原始内容存档于2021-12-11）.
3. ↑  Jacob Gallagher. . The Wall Street Journal. 2020-11-06  [2020-11-06]. （原始内容存档于2021-12-11）.
4. ↑  . プレスリリース・ニュースリリース配信シェアNo.1｜PR TIMES.   [2021-04-06]. （原始内容存档于2021-12-11）.
5. ↑  . 日本経済新聞社. 2021-10-04  [2021-12-24]. （原始内容存档于2021-12-11）.
6. ↑  . 日本ネット経済新聞.   [2021-12-11]. （原始内容存档于2021-12-11）.
7. ↑  . ECのミカタ.   [2021-12-21]. （原始内容存档于2021-12-11）.
8. ↑  . 注目の西日本ベンチャー.   [2021-12-11]. （原始内容存档于2021-12-11）.
9. ↑  . CNET JAPAN.   [2021-12-24]. （原始内容存档于2021-12-14）.
10. ↑  . 日本経済新聞社.   [2021-12-11]. （原始内容存档于2021-12-11）.
11. ↑  . TECH+.   [2021-12-11]. （原始内容存档于2021-12-11）.
12. ↑  . ORICON NEWS.   [2021-12-11]. （原始内容存档于2021-12-11）.
13. ↑  . Excite Japan.   [2021-12-11]. （原始内容存档于2021-12-11）.
14. ↑  . BBC.   [2021-12-11]. （原始内容存档于2021-11-30）.
15. ↑  . Cnet.   [2021-12-11]. （原始内容存档于2021-12-11）.
16. ↑  . ジェトロ.   [2021-12-11]. （原始内容存档于2021-12-11）.
17. ↑  . The Financial Times.   [2021-12-11]. （原始内容存档于2021-09-09）.
18. ↑  . 日本経済新聞社.   [2021-12-11]. （原始内容存档于2021-12-11）.
19. ↑  . 23 July 2020  [2021-05-15]. （原始内容存档于2021-11-30）.
20. ↑  . udn遊戲角落. 2020-07-23  [2021-05-15]. （原始内容存档于2021-05-15） （中文（臺灣））.
21. ↑  . zenmarket.jp.   [2023-03-22]. （原始内容存档于2023-03-22） （中文（繁體））.
22. ↑  . zen.group.   [2023-03-22]. （原始内容存档于2023-03-31）.

## 外部連結
- ZenGroup （页面存档备份，存于）
- ZENMARKET （页面存档备份，存于）
- ZENPOP （页面存档备份，存于）
- ZENMARKETPLACE （页面存档备份，存于）